# 林惺嶽

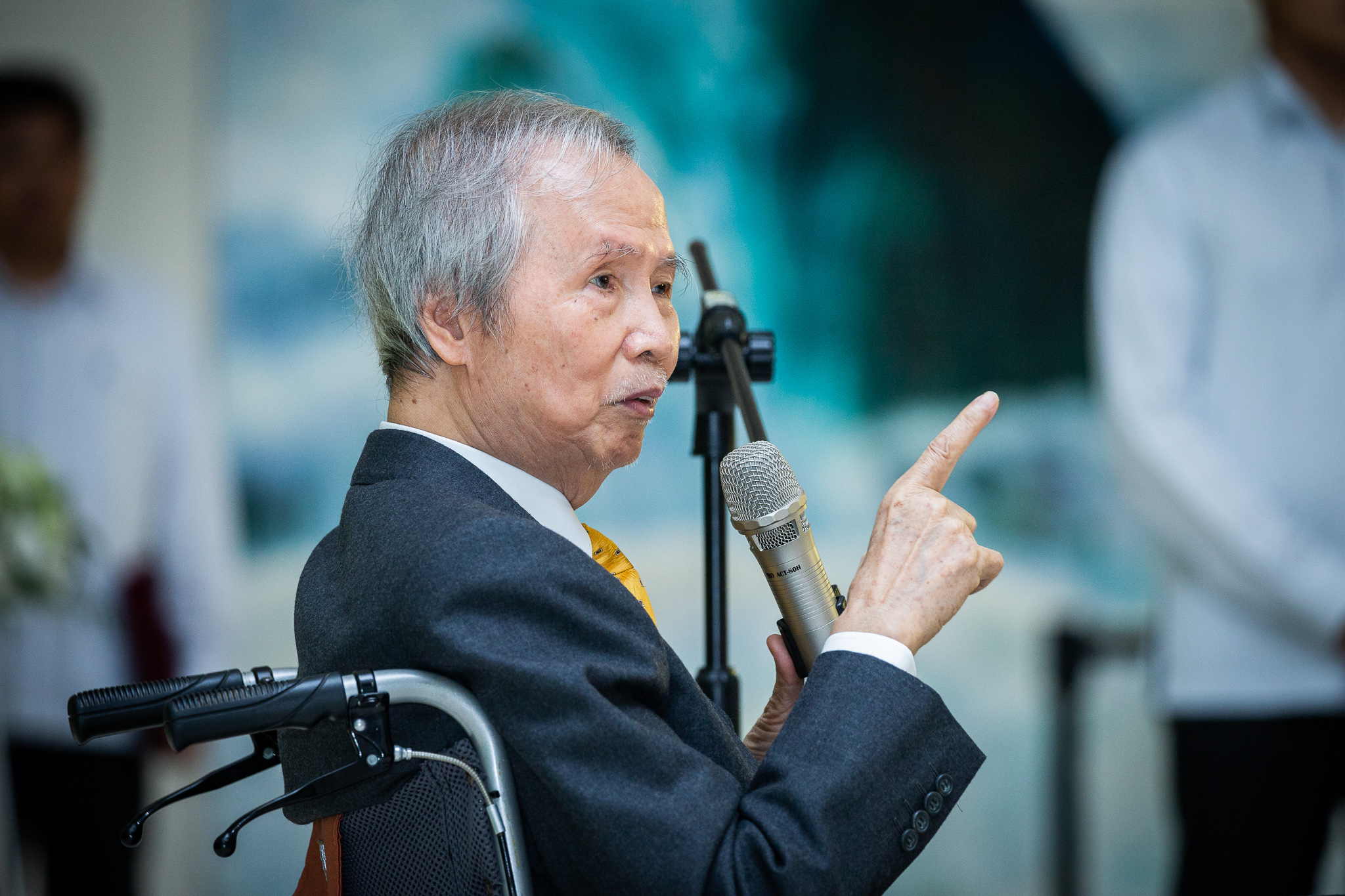
林惺嶽

林惺嶽（1939年12月10日—2025年1月7日），臺灣美術家，出生於臺中市，以描繪臺灣的自然景觀為題材。
舉辦過數十次個人畫展，曾獲邀至法國、美國、日本、澳洲、阿根廷、中國等地舉辦個人畫展與發表美術論述，完成《中國油畫百年史》、《臺灣美術風雲四十年》等作品，目前繪有二百多幅畫作，多幅由臺北市立美術館、國立臺灣美術館典藏，2008年畫作『橫臥大地』、『第一道金光』受總統府借展於虹廳與綠廳。

## 生平
林惺嶽出生於台灣台中市，父親為雕塑家林坤明，於他出生前已經逝世，母親亦於他5歲時罹患瘧疾逝世，因而投靠二伯父與大伯父，但因大伯父破產而遭收容至孤兒院。1965年由台灣師範大學美術系畢業，1976年赴西班牙3年，早期作品帶有超現實風格。1978年赴西班牙接洽藝術交流展時，所搭乘的大韓航空誤入當時的蘇聯境內，回台後聲名大噪。之後他也開始進行藝術評論，繪畫風格也逐漸轉變為寫實的台灣本土風景，以高明度及大尺幅的作畫風格為其特色。

## 成就

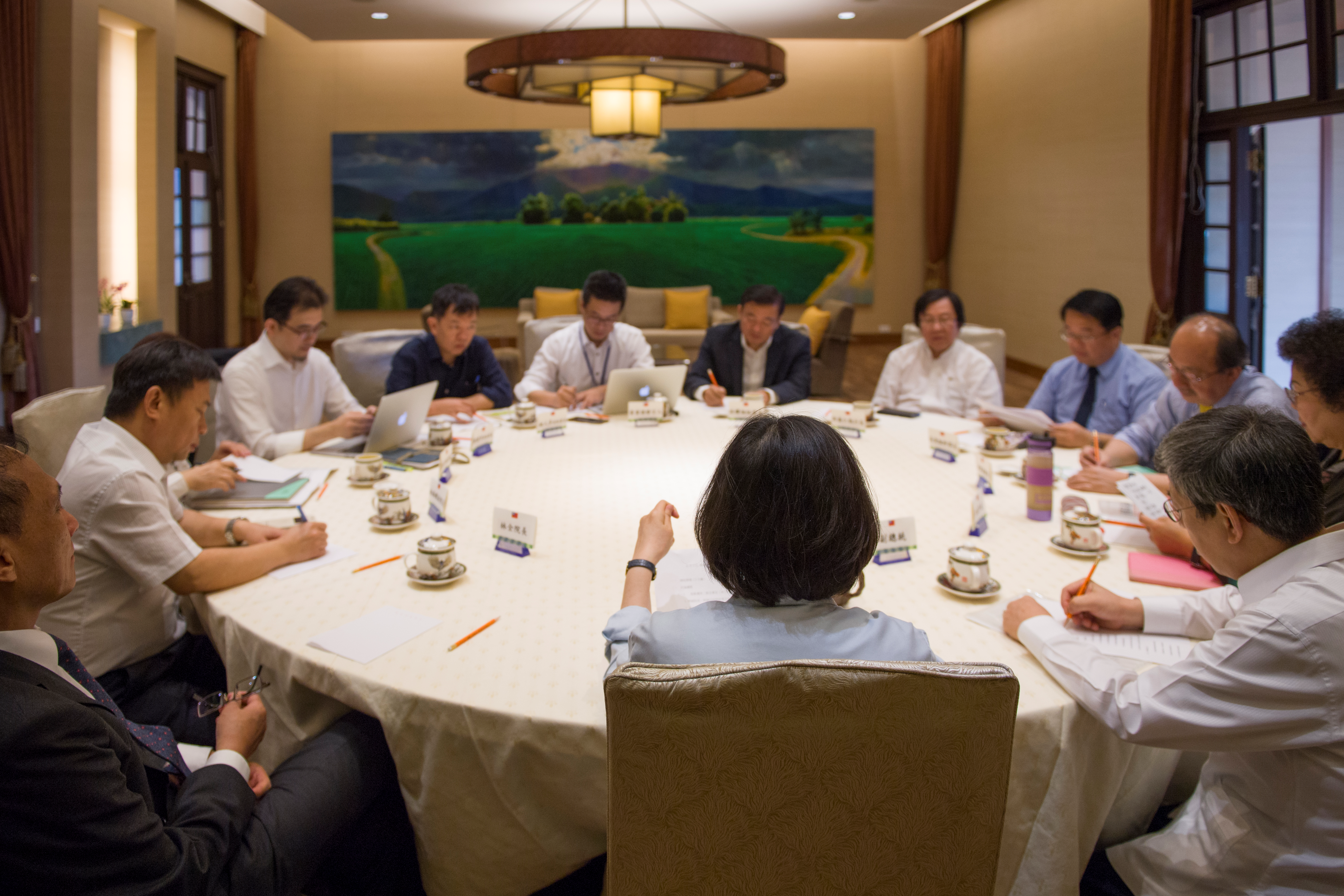
總統府台灣虹廳牆上畫作為林惺嶽作品《天祐花蓮》

- 「歸鄉——林惺嶽創作回顧展」名列2007年臺灣十大公辦好展覽第八。
- 臺灣國家國樂團2008年國家音樂廳公演「樂響——畫與樂的交會」，以臺灣代表性畫家郭雪湖、林玉山、陳澄波、李石樵、余承堯、江兆申、席德進、林惺嶽之經典畫作為本，量身打造樂曲表演。林惺嶽為唯一現存仍繼續創造的藝術家。
- 亞洲藝術學會會長神林恆道說：在臺灣拿起彩筆，有時換成文筆，不斷追問臺灣到底是什麼的人，正是林惺嶽！
- 2008年9月中時電子報影音Mr. Big焦點人物專訪—「以畫作見證歷史，建構臺灣美術的實踐者—林惺嶽」。
- 林惺嶽畫作「山谷」、「濁水溪」、「激流」獲國立臺灣美術館典藏，畫作「黑日」、「溪」獲臺北市立美術館典藏。2008年，巨幅畫作「歸鄉」再獲臺北市立美術館典藏。

1. ↑  . 國美典藏.   [2025-05-20]. （原始内容存档于2025-04-30）.
2. ↑  國美典藏 https://ntmofa-collections.ntmofa.gov.tw/AuthorData.aspx?AID=M6MNMA.   [2025-05-20]. 缺少或|title=为空 (帮助)